# Swedish Open 2013
Swedish Open 2013 (eller Skistar Swedish Open) var en tennisturnering som spelades utomhus på grus och som var en del av ATP World Tour 250 Series i ATP-touren 2013 samt en del av International Series i WTA-touren 2013. Turneringen spelades i Båstad, Sverige mellan 6 och 14 juli 2013 för herrarna och mellan den 13 och 21 juli 2013 för damerna. Det var den 66:e upplagan av tävlingen för herrarna och femte upplagan för damerna.

## Mästare

### Herrsingel
- Carlos Berlocq besegrade  Fernando Verdasco, 7–5, 6–1

### Damsingel
- Serena Williams besegrade  Johanna Larsson, 6–4, 6–1

### Herrdubbel
- Nicholas Monroe /  Simon Stadler besegrade  Carlos Berlocq /  Albert Ramos, 6–2, 3–6, [10–3]

### Damdubbel
- Anabel Medina Garrigues /  Klára Zakopalová besegrade  Alexandra Dulgheru /  Flavia Pennetta, 6–1, 6–4